# IEEE Standards Association
IEEE Standards Association（アイトリプルイー・スタンダード・アソシエーション、IEEE-SA）は、工業分野の標準化に関する活動を行うIEEEの内部組織である。IEEE-SAが策定している工業規格の分野は、電力やエネルギー開発、医療研究や医療、情報技術、ロボット、電気通信、ホームオートメーション、交通、ナノテクノロジー、情報アシュアランスなど広範囲に渡る。Standards Associationは「規格協会」などと訳し得るが、通常は日本語に訳さずにIEEE Standards Associationと表記する。
IEEE-SAは、バランス、開放性、公平な手順とコンセンサスを提供するプログラムによって、1世紀以上にわたって工業規格を策定してきた。世界中の技術的な専門家が、IEEE標準の策定に参加している。
IEEE-SAは、政府によっても正式に承認された団体ではなく、コミュニティである。ISO、IEC、ITU、CENなどの正式に認められた国際標準化組織は、国家標準化組織（アメリカのANSI、ドイツのDIN、日本のJISCなど）の連合組織である。

## 主な規格
英小文字のついた規格は、英小文字のつかない規格の拡張規格であり、元の規格の改訂で取り込まれる。たとえばIEEE 802.3uやIEEE 802.3abはすでにIEEE 802.3に含まれている。したがって、厳密性を求める場合は規格の制定された年を併記する。
- IEEE 488 — (通称GP-IB)
- IEEE 754 — 浮動小数点演算に関する標準規格
- IEEE 802 — ローカル・エリア・ネットワーク（LAN）/メトロポリタン・エリア・ネットワーク（MAN）/パーソナル・エリア・ネットワーク（PAN）等に関する標準規格
  - IEEE 802.1X - LAN接続時に使用する認証規格
  - IEEE 802.3 — 有線LANに関する標準規格（イーサネットを参照のこと）
    - IEEE 802.3 — 10BASE-5/2/T
    - IEEE 802.3u — 100BASE-TX
    - IEEE 802.3ab — 1000BASE-T
    - IEEE 802.3an — 10GBASE-T

  - IEEE 802.11 — 無線LAN（WLAN）に関する標準規格
    - IEEE 802.11
    - IEEE 802.11b
    - IEEE 802.11a
    - IEEE 802.11g
    - IEEE 802.11j
    - IEEE 802.11n

  - IEEE 802.15 — 無線PAN（WPAN）に関する標準規格
    - IEEE 802.15.1 — Bluetooth
    - IEEE 802.15.3a — 超広帯域無線（2006年1月標準仕様策定断念）

  - IEEE 802.16 — 無線MAN (WMAN) に関する標準規格
    - IEEE 802.16 — Wireless MAN
    - IEEE 802.16e — Mobile Wireless MAN
- IEEE 1003 — POSIX
- IEEE 1076 — VHDL
- IEEE 1149.1 — JTAG
- IEEE 1275 — Open Firmware
- IEEE 1284 — コンピュータとプリンターの接続に関する規格（プリンタポート）
- IEEE 1364 — Verilog
- IEEE 1394 — FireWire（i.LINK、DV端子）
- IEEE 1541 — Prefixes for Binary Multiples（2進接頭辞）
- IEEE 1800 — SystemVerilog
- IEEE 1888 — UGCCNet

などがある。